# 금산중학교 (충남)
금산중학교(錦山中學校)는 대한민국 충청남도 금산군 금산읍 중도리에 있는 공립 중학교이다.

## 학교 연혁
- 1951년 8월 26일 : 금산중학교 9학급 인가
- 1952년 5월 24일 : 금산고등학교 3학급 인가
- 1952년 6월 14일 : 금산중·고등학교 개교
- 2025년 1월 13일 : 제75대 졸업식(졸업인원 87명, 총 14,720명)
- 2025년 3월 1일 : 제31대 고명환 교장 부임
- 2025년 3월 4일 : 입학식 (제78회 83명)

## 참고 자료
- 금산중학교 - 한국교육학술정보원 학교알리미